# Усть-Вилюйский природный парк
Природный парк «Усть-Вилюйский» — особо охраняемая природная территория в Якутии.

## История
Природный парк «Усть-Вилюйский» был основан 15 мая 1997 года с целью сохранения достопримечательностей и редких объектов, а также охраны генофонда и ценофонда большинства видов растений и животных.

## Расположение
Природный парк располагается в Кобяйском улусе. Общая площадь — 1 016 000 га.

## Флора и фауна
На территории природного парка произрастает 492 вида сосудистых растений, из них 20 редких видов, занесённых в Красную книгу: пухонос альпийский, лилия пенсильванская, касатик сглаженный, кувшинки малая и четырёхгранная и др.
Широко распространены лось, соболь, ондатра, дикий северный олень, бурый медведь, лиса, росомаха, снежный баран, бурундук, заяц-беляк и др. Орнитофауна представлена 164 видами, на территории гнездится до 39 видов птиц.